# 基施罗特
基施罗特是德国莱茵兰-普法尔茨州的一个市镇。总面积7.64平方公里，总人口267人，其中男性140人，女性127人（2011年12月31日），人口密度35人/平方公里。